# Mannamaal
Mannamaal (Noors voor Mannenlied) is een compositie van Christian Sinding. Het is origineel een werk voor (manlijke) zangstem en piano. Er is echter ook een bewerking voor (manlijke) zangstem en orkest. De eerste uitvoering van dit werk in orkestversie vond plaats in Oslo door het orkest van het Nationaltheatret onder leiding van Johan Halvorsen, zanger was Thorvald Lammers, datum 21 november 1903.
De zanger Per Vollestad, die zich verdiept heeft in het oeuvre van Sinding, lichtte het volgende toe:
- hij heeft nooit een versie voor mannenkoor en orkest onder ogen gehad;
- De tekst werd geleverd door Rolf Andvord. Het was een tekst die opriep tot onafhankelijkheid. De eerste zin luidt vanuit het Noors vertaald: "Wij zijn verteld dat we (maar) een klein volk zijn; maar ook een klein volk heeft het recht als één land te leven". Noorwegen stond op het punt de Personele Unie met Zweden te verlaten.

De orkestratie is als volgt:
- bariton
- 2 dwarsfluiten, 2 hobo’s, 2 klarinetten, 2 fagotten
- 4 hoorns, 2 trompetten, 3 trombones, 1 tuba
- pauken, 1 harp,
- violen, altviolen, celli, contrabassen